# 中日CEO论坛
中日CEO论坛（英文：China-Japan CEO Forum，縮寫 CJCF；日文：日中経営者フォーラム），是中日两国企业家合办的非赢利、公益性的跨越国界及行业的交流平台，在北京及东京交替举行，目的是提高全球化时代的企业协作和亚洲企业的影响力。

## 历史
中日CEO论坛创建于2009年，发起人是环球城市集团董事长尹铭深，首届论坛在北京举行，并得到了国家发改委及日本经济同友会等机构的的支持。
2014年在东京举办的第四届论坛特地命名为“中日亚CEO论坛”，为扩大对话范围，组委会特邀了来自泰国、新加坡及新西兰的企业家参与中日企业家的对话交流。

## 性质
中日CEO论坛为非盈利性公益平台，仅限受邀请企业领袖参会。参会嘉宾以“全体参与对话”的形式交流。

### 历届论坛
- 2009年，第一届中日CEO论坛在北京东方君悦大酒店举行，100多名中日两国企业家（TCL、大唐电信、朝日啤酒、武田药业等）出席[3]。
- 2010年，第二届中日CEO论坛在东京四季酒店举行。共有两国数十家有代表性的企业近150名CEO或高层（青岛啤酒、复兴集团、资生堂、三井地产等）参加[3][4]。
- 2011年，第三届中日CEO论坛在北京成功举办。本次年会以“让亚洲企业更受世界尊重”为主题，邀请80位来自中日两国及欧美顶级企业的企业家和CEO（海尔集团、当当网、NEC、楽天、BMW等）[5]。
- 2014年，第四届中日亚CEO论坛在东京举行，论坛主题为“共创亚洲新时代，让亚洲企业更受世界赞赏”。此次论坛除了邀请三井物产、日立、伊势丹、建龙集团、中国金科的CEO之外、还特邀了泰国CP正大集团、香港永新企业集团等亚洲企业领袖和企业家出席[6][7]。

## 外部連結
- 中日CEO论坛官網（页面存档备份，存于）